# Syndrome de Joubert
 Mise en garde médicale
Le  syndrome de Joubert  est un syndrome commençant en période néonatale associant :
- un retard de développement ;
- des anomalies de la respiration ;
- des accélérations du rythme de la respiration alternant avec des pauses respiratoires et des mouvements anormaux des yeux ;
- une agénésie du vermis cérébelleux est souvent retrouvée ;
- une hypotonie et une ataxie cérébelleuse apparaissent à l’âge de la marche ;
- le retard mental est absent ou d’intensité variable.

## Autres noms de la maladie
- Syndrome de Joubert-Boltshauser
- Agénésie du vermis cérébelleux
- Syndrome cérébello-oculo-rénal

## Causes
La maladie fait partie des ciliopathies (maladie des cils cellulaires).
Pas moins de 15 gènes jouant un rôle dans l'expression du syndrome ont été identifiés. Cela concerne principalement les gènes AHI1 (en) (chromosome 6 humain), NPHP1 (en) codant la protéine néphrocystine, CEP290 et C5ORF42 (en) retrouvé chez la population du Bas-Saint-Laurent au Québec.

## Prévalence
La prévalence est de 1 sur 100 000 naissances ; elle est probablement sous-estimée.

## Description

### Manifestations neurologiques
Un retard de développement, des anomalies de la respiration, des accélérations du rythme de la respiration alternant avec des pauses respiratoires et des mouvements anormaux des yeux.
Des mouvements rythmiques importants de la langue aboutissent à une hypertrophie de celle-ci.
Les épisodes apnéiques s’améliorent souvent avec le temps mais sont responsables de décès de l’enfant.
L’intelligence est variable. L’autisme est parfois retrouvé.
L'agénésie du vermis cérébelleux fait partie de la description de ce syndrome.

La malformation de Dandy-Walker est décelée dans 10 % des cas.

### Manifestations oculaires
Nystagmus vertical et horizontal 

Paralysie de la paupière

Une rétinite pigmentaire, des pertes de la vision avec des caractéristiques électro rétinographique ressemblant à l’amaurose congénitale de Leber

### Manifestations diverses
Des kystes rénaux peuvent apparaître au cours de l’enfance
Il peut exister une polydactylie, un faciès caractéristique, une atteinte du foie.

## Diagnostic

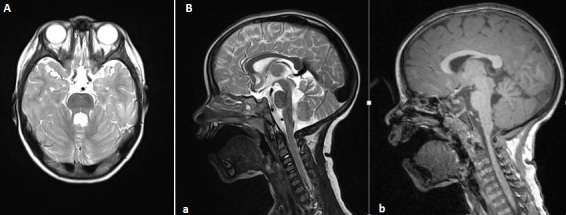
A) IRM cérébrale en coupe sagittale montrant une hypoplasie vermienne prédominant à l’étage supérieure; (B) IRM cérébrale en coupe axiale en T1 et T2 montrant l’élargissement des pédoncules cérébelleux supérieurs avec l'aspect caractéristique en « dent de molaire »

- Le diagnostic se fait sur la présence de :
  - hypotonie avec secondairement ataxie ;
  - retard de développement avec retard mental ;
  - respiration anormale et/ou mouvement oculaire anormaux.
- Avec en imagerie à résonance magnétique du cerveau, le signe caractéristique d’« aspect en molaire » des pédoncules cérébelleux ou molar tooth sign[5]. Cet aspect est consécutif d'une absence du vermis cérébelleux et des déformations du tronc cérébral[6].

## Diagnostic différentiel
La discussion se fait autour des différentes pathologies pouvant donner :
- Un molar tooth sign en imagerie à résonance magnétique :
  - Syndrome de Dekaban-Arima
  - Syndrome COACH (en)
  - Syndrome Varadi-Papp
  - Syndrome de Senior-Løken (en)
- Des hypoplasies ou des agénésies du vermis cérébelleux :
  - Malformation de Dandy-Walker
  - CDG Syndrome
  - Syndrome 3C
  - Syndrome de Meckel-Gruber
  - Syndrome oro-facio-digital
  - Hypoplasie olivopontocerebelleuse

## Mode de transmission
Transmission autosomique récessive

## Sources
- (fr) Site en français de renseignement sur les maladies rares et les médicaments orphelins

- association "Mieux vivre avec le syndrome de Joubert"
- (en) Online Mendelian Inheritance in Man, OMIM (TM). Johns Hopkins University, Baltimore, MD. MIM Number:213000
- (en) Online Mendelian Inheritance in Man, OMIM (TM). Johns Hopkins University, Baltimore, MD. MIM Number:608091
- (en) GeneTests: Medical Genetics Information Resource (database online). Copyright, University of Washington, Seattle. 1993-2005